# Richard Keene
Richard Keene (15. května 1825 Londýn – prosinec 1894) byl anglický fotograf v hrabství Derbyshire, v roce 1884 zakládající člen společnosti The Derby Photographic Society, v roce 1886 Photographic Convention of the United Kingdom, jakož i jedním z prvních členů umělecké skupiny The Linked Ring.

## Životopis

### Život
Narodil se v Londýně 15. května 1825 Richardu Keenovi a Priscille Kimptonové. Když mu byly tři roky, rodina Keenova se přestěhovala do Derby, protože jeho otec se stal ředitelem Frost's Silk Mill. Vzdělával se na Akademii Thomas Swanwick's Academy, dále pak na Matthew Spencer's Academy v Derby než se stal učněm v tiskárně společnosti Thomas Richardson & Sons v Ashbourne, Derbyshire. Potom pracoval v jejich kancelářích v Londýně a nakonec pracoval pro vydavatele a knihkupce Simpkin Marshall & Co. V roce 1851 se oženil s Mary Barrow a měli spolu celkem osm dětí, pět synů a tři dcery žijící v Radbourne Street v Derby. Zemřel ve svém domě v Derby v prosinci 1894.
Jeho čtvrtým synem byl malíř akvarelů Alfred John Keene (1864–1930), který po svém otci mimo jiné publikoval místní noviny Derby Telegraph. Mezi Alfredovy bratry patřili také William Caxton Keene (1855–1910), úspěšný malíř a rytec, a Charles Barrow Keene (1863–1937), zdatný fotograf. Známý pod přezdívkou Jack se Alfred John Keene mezi lety 1878 a 1895 školil na Derby Central School of Art. Se svým bratrem Charlesem převzal po otcově smrti roku 1894 rodinný podnik. Byl jedním ze zakládajících členů Derby Sketching Clubu, založeného roku 1887. Sběratelem akvarelů Alfreda Keena byl Alfred Edward Goodey, který jich nakoupil celkem 77. Roku 1936 daroval Goodey všechna tato díla Derbskému muzeu.

### Kariéra
V roce 1851 se Richard Keene vrátil z Londýna do Derby na Irongate, aby zde založil společnost Richard Keene and Co., která poskytovala služby jako tiskárna, vydavatelství a knihkupectví. Roku 1857 publikoval Richard Keene každou sobotu noviny Derby Telegraph. Jako jeden z prvních se začal zajímat o fotografování a začal pořizovat a prodávat snímky Derby a Derbyshire a postupně se fotografie stala hlavním pilířem jeho podnikání. Byl přítelem vikáře Edwarda Abneyho (1811–1914) a jeho synů Williama a Charlese – všichni byli průkopníci fotografických experimentů. Keene založil vlastní portrétní fotografické studio a takzvané "Repository of Arts" („Úložiště umění“), které prodávalo fotografie a stereoskopické prohlížečky.
V roce 1884 založil společnost Derby Photographic Society. Byl také zakládajícím členem spolku Photographic Convention of United Kingdom (PCUK), která v roce 1886 uspořádala zahajovací konferenci v Derby.
Byl zkušeným stereofotografem a pracoval se svým přítelem a kolegou z Derby fotografem Johnem Warwickem na uznávaném seriálu Derbyshire Stereographs, zveřejněném na konci 50. let 19. století. Oba autoři jsou obvykle podepisováni jako By John Warwick, Published by Richard Keene. Keene popsal svou ranou fotografickou práci s Warwickem v pozdější přednášce, která je přetištěna v Keenově biografii od Maxwella Cravena. Tam také vyjasnil, že stereoskopická fotografie byla společným podnikem obou mužů. 
Byl pozván, aby se stal členem The Linked Ring, tedy skupiny, kde se exkluzivní skupina fotografů angažuje v podpoře uměleckých principů fotografování. Dalšími jeho kolegy byli například: Henry Peach Robinson, Frank Sutcliffe nebo Alfred Stieglitz. Prostřednictvím této organizace a Photographic Convention měl pravidelný kontakt s některými z nejvýznamnějších a nejúspěšnějších fotografů své doby.

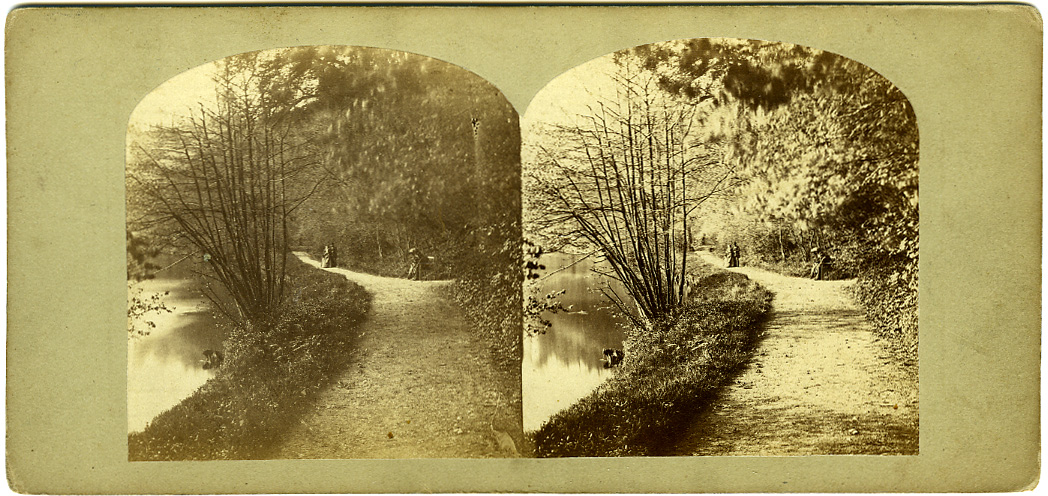
Lovers walk Matlock Bath, Milenci na procházce v Matlock Bath, stereofotografie z Keenovy série Derbyshire Stereographs, asi 1858
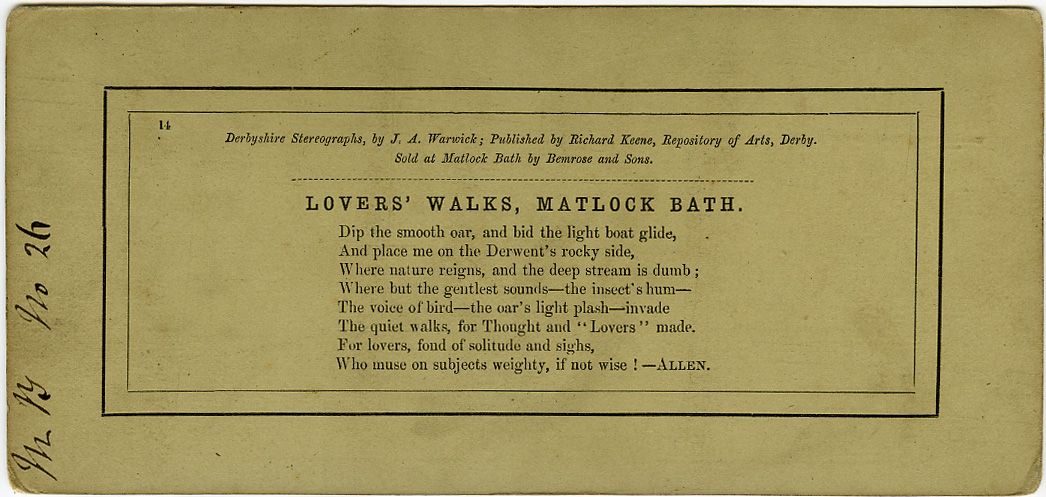
Milenci, rubová strana
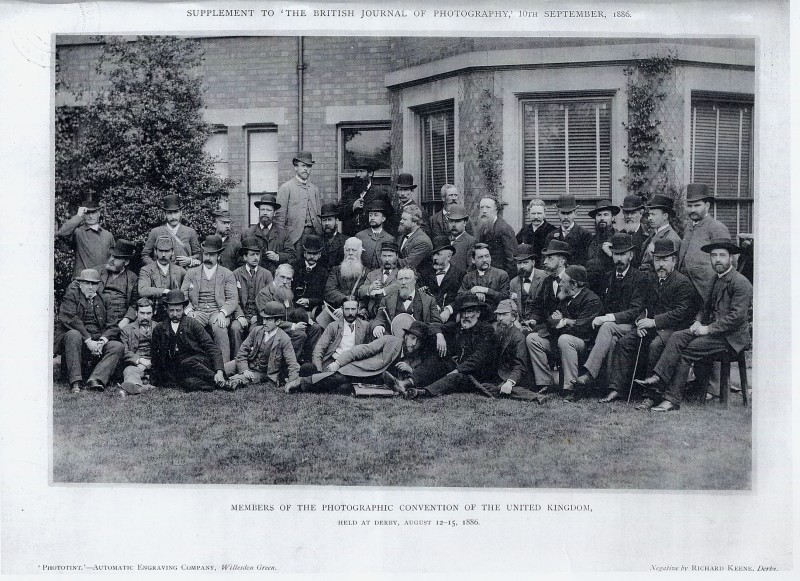
Členové inauguračního setkání Photographic Convention of the United Kingdom, Derby, 1886
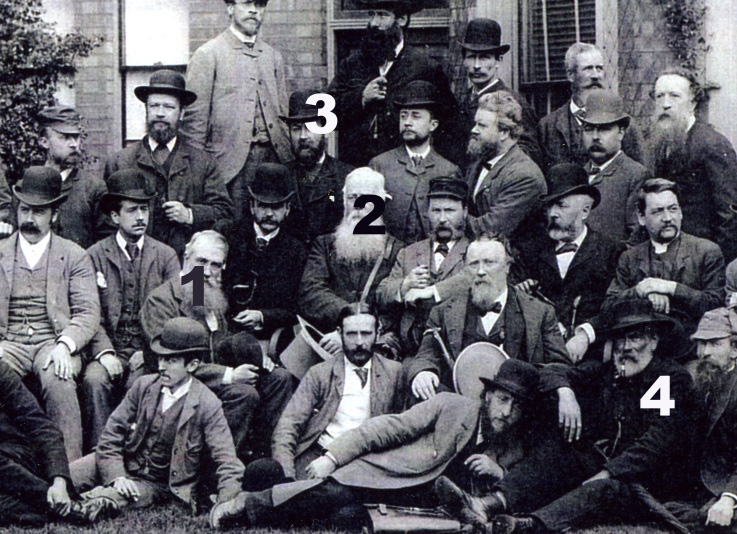
Výřez skupinové fotografie Photographic Convention z roku 1886: 1. William England, 2. Alexander Tate. 3. Alfred Seaman. 4. Richard Keene